# Tigran Levònovitx Petrossian
|  | Aquest article tracta sobre el Gran Mestre nascut el 1984. Si cerqueu el Campió del món d'escacs, vegeu «Tigran Petrossian». |

Tigran L. Petrossian (en armeni: Տիգրան Պետրոսյան); Yerevan, 17 de setembre de 1984) és un jugador d'escacs armeni, que té el títol de Gran Mestre des de 2002.
El seu nom de pila va ser deliberadament triat pel seu pare per tal que coincidís amb el de l'exCampió del món d'escacs Tigran V. Petrossian, que també era armeni, perquè quan el Tigran original va guanyar el campionat del món, el pare d'aquest Tigran va somiar que si mai tenia un fill li posaria aquest nom.
El desembre de 2009, fou guardonat amb el títol de «Mestre Honorífic de l'Esport de la República d'Armènia».
A la llista d'Elo de la FIDE del gener de 2022, hi tenia un Elo de 2573 punts, cosa que en feia el jugador número 14 (en actiu) d'Armènia. El seu màxim Elo va ser de 2663 punts, a la llista de març de 2013 (posició 81 al rànquing mundial).

## Resultats destacats en competició
Petrossian va aprendre a jugar als escacs als cinc anys. Fou entrenat per Gaguik Sargissian i per Melikset Khatxian abans d'entrar a una acadèmia d'escacs el 2002, on hi va rebre formació ocasional de banda del GM Arsèn Ieghiazarian i l'MI Aixot Nadanian. Va assolir el títol de Gran Mestre tot obtenint normes al Campionat del món Sub-18 de 2002, l'Obert de Batumi de 2003, i l'Aeroflot Open de Moscou el 2004.
El mateix any 2004 empatà als llocs 2n-3r amb Zhao Jun al Campionat del món juvenil a Kochi, Índia, rere el campió Pentala Harikrishna. El 2005, empatà al primer lloc als torneigs de Teheran, Kays i Lausana. El 2006 empatà al primer lloc al torneig de Lió i als llocs 1r-3r amb Gabriel Sargissian i Serhí Fedortxuk al 8è Obert de Dubai.
El 2008 empatà al primer lloc als torneigs de Wheeling (Illinois) i de Las Vegas.
El 2011, empatà als llocs 1r-3r amb Marat Dzhumaev i Anton Filippov al Memorial Georgy Agzamov a Taixkent i guanyà el torneig al desempat. El mateix any empatà als llocs 2n-4t amb Abhijeet Gupta i Magesh Panchanathan al 3r obert Orissa International. i fou primer al 31è Obert Vila de Benasc, per davant d'un fort grup de jugadors entre els quals hi havia Julio Granda i Aleksandr Dèltxev.
El gener de 2012 Petrossian guanyà el Campionat d'Armènia, per davant de Robert Hovhannisyan, i el febrer de 2012 fou primer al Campionat d'Armènia de ràpides.
El 2013, a Yerevan, revalidà el seu títol de campió d'Armènia.
El juny del 2014 al Golden Sands Open a Bulgària, empatà al primer lloc amb 7 punts amb altres jugadors, però fou segon per desempat, rere Axel Bachmann, i per davant de Dragan Solak. L'agost del 2014 fou subcampió del Festival d'escacs d'Abu Dhabi amb 7 punts de 9, els mateixos punts que Iuri Kuzúbov però amb pitjor desempat. El desembre de 2014 fou 1-4 (segon en el desempat) de l'Al Ain Classic amb 7 punts de 9 (el campió fou Gaioz Nigalidze).
El febrer del 2015 fou 2-5è a l'Obert de Moscou amb 7 punts de 9 empatat amb Francisco Vallejo, Anton Kórobov i Vladislav Artémiev (el campió fou Ernesto Inàrkiev).
El juliol de 2018 empatà als llocs 2n-5è en el fort World Open de Filadèlfia (el guanyador fou Il·lià Níjnik).

### Participació en competicions per equips
El 2008 va formar part de l'equip armeni que va guanyar la medalla d'or a l'Olimpíada de Dresden (conjuntament amb Levon Aronian, Vladímir Akopian, Gabriel Sargissian i Artaixès Minassian).